# Wybrzeże Gdańsk
Il Gdański Klub Żużlowy (GKŻ) Wybrzeże Gdańsk  è una squadra di pallamano maschile polacca, con sede a Danzica.

## Palmarès

### Titoli nazionali
- Campionato di Polonia: 10
1966, 1984, 1985, 1986, 1987, 1988, 1991, 1992, 2000, 2001.